# みんな集まれ!ファルコム学園
『みんな集まれ！ファルコム学園』（みんなあつまれ ファルコムがくえん）は、新久保だいすけによる日本の4コマ漫画作品。ゲーム会社・日本ファルコムのオフィシャルオンラインマガジン『月刊FALCOM MAGAZINE』（発行：フィールドワイ）に2010年vol.1（創刊号）から2017年vol.80まで連載された。その後vol.81に『ファル学（仮）』が掲載され、vol.82より『も〜っと集まれ！ファルコム学園』が連載中。略称は「ファル学」。
2014年1月から3月までテレビアニメが放送された。また第2期が2015年1月より3月まで放送された。詳細はテレビアニメを参照。

## 概要
日本ファルコムのゲーム作品に登場するキャラクターが一堂に会する、クロスオーバー作品。ベースとなっているのはゲーム『イースvs.空の軌跡 オルタナティブ・サーガ』で、漫画版はゲームと繋がりがある設定となっている。
本来は正義の戦士として活躍する英雄たちは異世界「ザナドゥ」に召喚されてしまい、「理（ことわり）」の力によって性格が歪められてしまう。これを矯正すべく、本来人間でやはり「理」の力で小動物と化していたラッピィが「ファルコム学園」（本作品での「ファルコム」は、古代語で「理想郷」の意味）という学校を作り彼らを元に戻そうと奮闘するが、そんな事はおかまいなしに生徒たちはおバカな日常を繰り広げる。

## 登場人物
カッコ内は登場作品。また人物設定はこの作品におけるものでゲームでの設定とは大きく異なる。なお、ここでは漫画版、アニメ版ともに登場した者の紹介のみに留める。原作における人物設定は英雄伝説 軌跡シリーズの登場人物などを参照。
ラッピイ（イースvs.空の軌跡 オルタナティブ・サーガ）
声 - 進藤尚美
単行本二巻のキャラ紹介は「みんなの玩具兼非常食」。
ファルコム学園の創設者にして校長。元は『英雄伝説III 白き魔女』に登場するラップじいさん（『英雄伝説IV 朱紅い雫』『英雄伝説V 海の檻歌』に登場する大魔導士・ミッシェル・ド・ラップ・ヘブンでもある）だったが、「ザナドゥ」への召喚の際に「理」の影響でかわいい家畜（イースシリーズのピッカード）の姿に変貌した上に人間に戻れなくなった。
他キャラたちと違い彼だけが性格面ではなく肉体面の変貌という扱いだが、これは漫画版の前日談である『イースvs.空の軌跡』での展開を踏襲している。
『イース』の世界ではピッカードは食用な為にアドルに食材としてしばしば狙われている。
アドルの魔手から逃れるために『軌跡シリーズ』に登場するレアモンスター・シャイニングポムの姿にも変身したが、変身しても今度は経験値目当ての遊撃士たちに襲われるため全く意味をなしていない。

ダルク・ファクト先生（イースシリーズ）
声 - 興津和幸
単行本二巻のキャラ紹介は「一番の苦労人」。
『イースI』における黒幕にしてラストボス。「ダームの塔」での入浴中にザナドゥに召喚され、いきなり全裸で現れたため牢屋にぶち込まれる。
「理」の力で性格が真面目になったこともありラッピィの懇願を受けファルコム学園の教師となるが、どういうわけか最後に何かしらの罪（大体は周囲から受けたとばっちり）で牢屋送りにされていることが多い（劇中では「牢屋の常連」呼ばわりされている）。
同じく「理」の影響で、「銀」の概念を持つモノに非常に弱くなってしまっており、構成素材が銀である物に触れる、名前・異名などに銀の文字が含まれるキャラクターとの接触、果ては銀製の楽器の音を聞くだけで瀕死になってしまう難儀な体質となった。
原作での戦闘時同様、攻撃（と判断されるもの）を受けると周囲に無数の落とし穴が発生してしまう（本人曰く「体質」）。

手下A教頭
声 - 兼久和伴
元の世界ではダルクの配下だった、名無しの魔物。
かつてはダルクの風呂上がりに着替えを用意するなど小間使いのような存在だったようだが、学園設立後は上下関係が逆転しており、ダルクを叱った際に「お前に言われるとムカつく」と口答えされ「福利厚生費を削っていいんですか?」と脅す面も（あくまで学園内での話であり、学園外では元々の上下関係が継続されている模様）。
『イースI』に登場するジェノクレスがモデルとなっている。

アドル・クリスティン（イースシリーズ）
声 - 梶裕貴
単行本二巻のキャラ紹介は「愛欲に濡れた英雄」。
イースは多数のシリーズ作品が出ているが、このアドルは『イースVII』の時代からやってきている。
無類の美少女好きでバカ。「物語の始まりは美少女に起こしてもらうことから」と考えているらしく、いつも行き倒れで登場する。
過去の時代の自分自身が多数召喚された際には彼らに「冒険の心得」と称して「冒険で大事なのは美少女、金をくれる人、そいつらを騙す笑顔だぁっ！」と布教していた。隙あらばラッピイを捕食しようと狙っている。

ヨシュア・ブライト（軌跡シリーズ）
声 - 斎賀みつき
単行本二巻のキャラ紹介は「激ナル丸出し」。
『空の軌跡FC / SC』の準主人公。
原作ではいたってクールで真面目なキャラだったが、「理」によって、ナルシストかつ女装癖の持ち主に変貌している。
なお、女装に関しては原作で不本意ながら2回も（どちらも女性陣が似合いすぎて見とれるレベルの代物を）披露していたのが元ネタ。
今作キャラの中ではそれでも平時はまだまともな性格をしている方。

エステル・ブライト（軌跡シリーズ）
声 - 神田朱未
単行本二巻のキャラ紹介は「常識人である不幸」。
『空の軌跡FC / SC』の主人公。ヨシュア他へのツッコミ役。元々のキャラからの変化が少ないまともな人物のひとり。

ティオ・プラトー（零の軌跡 / 碧の軌跡）
声 - 水橋かおり
単行本二巻のキャラ紹介は「作者のおきに」。
『零の軌跡 / 碧の軌跡』メインキャラクター。
対外的にはクールで比較的面倒臭がりなキャラクターはそのままであり、「理」による変貌は、みっしぃへの愛が病的なレベルになった（曰く「もう手遅れ」）こと程度でほぼ変化なし。
フィーやセリナ姫、リースといった、物事を面倒くさがるキャラが増加していることに「自分のキャラが喰われてしまう」と焦りを感じている。
アニメの第6話では寄せられたお悩み相談に対して「手遅れです」を連発した。
『も～っと集まれ！ファルコム学園』では『閃の軌跡III』の姿となっている。

オリビエ（軌跡シリーズ）
声 - 子安武人
単行本二巻のキャラ紹介は「変態全裸王子A」。
『軌跡シリーズ』常連キャラクター。原作通りのナルシストなだけではなく、「理」の影響で重度の脱ぎ癖が付いた。
登場シーンではほぼ必ずファン王子とペアであり、大抵2人して全裸になっている。

ロイド・バニングス（軌跡シリーズ）
声 - 柿原徹也
単行本二巻のキャラ紹介は「無自覚な弩変態」。
『零の軌跡 / 碧の軌跡』主人公。
クロスベル警察特務支援課ザナドゥ出張所所属の捜査官として悪さをしたキャラを容赦なく牢屋送りにする。
原作からの「リア充」ぶりは相変わらず。それどころか、身内以外は老若男女問わず口説き落としにかかる「攻略王」と化している。
なお、「攻略王」の異名は軌跡シリーズファンの間で広く認知されている彼の俗称が元ネタ。
ファルコムジャー結成時には、本人は事情をよく理解せぬままに「決めポーズの背後で爆破される役」として加入し爆破された。
『も～っと集まれ！ファルコム学園』では『閃の軌跡III』の姿となっている。

ティータ・ラッセル（空の軌跡）
声 - 今野宏美
単行本二巻のキャラ紹介は「機械＆赤毛フェチ」。
『空の軌跡』メインキャラクター。
原作では控えめな子供っぽいキャラだったが、本作においては赤毛な人物や機械であれば見境なく興奮する変態に変貌している。
アダリーが転入してきた際には彼女の仕組みを理解すべく、彼女を分解しようとスパナを持って襲い掛かった（アダリーについて妄想する彼女を見たアガットは「こいつやっぱり母親似」と評している）。
なお、召喚された時期は『碧の軌跡』終了時前後であるため年齢は14歳である。エルディールの策謀で大半のキャラが子供になってしまった際には、肉体的に年下となったアガットに「ティータお姉ちゃんと呼びなさい」と威張っていた。

レン（軌跡シリーズ）
声 - 西原久美子
単行本二巻のキャラ紹介は「ほぼイメージ通り」。
『空の軌跡』における敵キャラクターであり味方キャラクター。
原作からほとんどキャラの変化がない人物の一人。強いて言うなら生い立ちから来る性格の暗い面が無くなっている。
漫画版において「博士号も持っている」「レンは教わるよりも教える側」との発言からダルクに「今すぐ教師になるべき」と言われた際には「そんなの（生徒たちの更生）無理だってわかってるから生徒側にいるんじゃない」と返した。

ドギ（イースシリーズ）
声 - 馬場圭介
単行本二巻のキャラ紹介は「レギュラー熱望」。
イースシリーズにおける「アドルの相棒」の巨漢。『イースI・II』の冒険で出会って以降アドルと多くの冒険を共にし幾度も彼の窮地を救った。
本作においては「『アドルの相棒』だが出番が少ないことを気にしている」だけのキャラになっており、挙句出番が与えられただけで幸せと喜びを感じるようになっている。
彼もアドル同様『イースVII』の時代からやってきている。

ガッシュ（イースシリーズ）
声 - 佐藤拓也
単行本二巻のキャラ紹介は「兄弟漫才のツッコミ」。
『イースVI』及び『イースVII』に登場する傭兵。『VI』では敵として、『VII』では味方として登場しているが、本作の彼は『イースVII』の時代からやって来ている。
「ブラコン全開のヘタレ」とされているが、ヘタレな一面は全く見られず、ブラコンの方もあまり強調されていない。
「理」の影響はほとんど受けておらず、イースシリーズのキャラクターの中では常識人ポジション。朴念仁。

アガット・クロスナー（空の軌跡）
声 - 近藤孝行
単行本二巻のキャラ紹介は「マトモな違和感」。
『空の軌跡』におけるメインキャラクター。
作品内外問わずロリコン呼ばわりが多いキャラクターだが、本作に置いては自分からそういった面を全面的に押し出している。
周囲にロリコンと言われると本人は「シスコンだ!」と弁明する（実際のところシスコンが正しいのだが）。

クローゼ・リンツ（軌跡シリーズ）
『空の軌跡』におけるメインキャラクター。
本名は『クローディア・フォン・アウスレーゼ』、リベールの王女。原作では穏やかで優しい性格かつ不正を許さない凛とした性格だったが、本作では上から目線で他人を見下した感じ嫌な性格となっている。
みっしい（英雄伝説 軌跡シリーズ）
声 - 小寺可南子
『零の軌跡』で初登場したキャラクターであり、Falcom社及び『軌跡シリーズ』のマスコット的存在。イースシリーズにも出演経験がある。
テレビアニメでは最初と最後に現れて、「みししっ」としか言わない。
『SC』6話で妹の「みーしぇ」も登場している。

リリア（Ys）
声 - 喜多村英梨
単行本二巻のキャラ紹介は「貧乳その1」。
『イースII』におけるヒロインキャラ。
清純な美少女だった原作とは異なり、本作では一見は優しい美少女だが、実は腹黒なキャラに変貌。
アドルに執心しており、隙あらば既成事実を作ってしまおうと狙っている。

過去の時代のアドル達（イースシリーズ）
声 - 梶裕貴
突如大量に出現した、YsVII以前の時間軸から召喚されたアドル達。
まだ旅に出たばかりの頃と思しきアドルや、フェルガナを冒険している真っ最中と思しきアドル等大量に出現。
珍しく「理」の影響を受けていなかったため、周囲から悪影響を受ける前に全員元の世界に送還される運びとなった。
下記の北米版を始め一部アドルはザナドゥに残留したままである。
なお、ゲームブック版アドルの「ひろゆき」（現実世界の人間がアドルになりきっているという設定だった）の声も梶が当てている。

違う世界のアドル達（イースシリーズ）
声 - 草尾毅
単行本二巻のキャラ紹介は「北米一の出オチ王」（北米版アドル）。
作中メインとして登場する『イースVII』の頃のアドルとは別次元からやって来たアドル達。
アニメでは彼等に草尾が「別世界・時代のアドル役」として声を当てており、多数のアドルの中で北米仕様のメガドライブ版『イースIII』のアドル（元はパッケージイラストなので平面の存在で裏面はグレー一色）と、かつて草尾自身が演じたOVA『イース 天空の神殿』のアドルを担当した。
OVA版アドルは登場早々「魔物は殺す！」と殺意満々でダルクを抹殺しようとした。
北米版アドルは大量の過去及び異世界のアドルたちが元の世界に送還された後も登場し続け、事あるごとに登場している。
アニメ『SC』ではファルコムジャーに「《赤毛の戦士》ファルコムレッド」として立候補したが、満場一致で却下され、空の彼方へ吹きとばされている（原作では当該話とは関わりがない）。
なお、アドルが自身の住居としてダームの塔を出現させた際に登場した、アドルの形をしたレアモンスター・ドッペルゲンガーへの声当ても草尾が行っている。

アネラス・エルフィード（空の軌跡）
声 - 大河内雅子
『空の軌跡』におけるサブキャラクター。『The 3rd』においてはプレイヤーキャラクターにもなった。
原作でも「可愛いは正義！」を座右の銘としていたが、本作においてはかわいいものが絡むと人を陥れることも厭わないキャラと化している。

ケビン・グラハム（軌跡シリーズ）
声 - 中尾良平
『空の軌跡 The 3rd』主人公。
教育の強化のため、新たにファルコム学園の教師となる。
リースともども「理」による改変は全く見られない。学園の極一部から「天国の万能ネギ」というあまりありがたくない渾名を拝命している。

リース・アルジェント（軌跡シリーズ）
声 - 桑島法子
『空の軌跡 The 3rd』準主人公。
ケビンと同時に教師となる。なお、衣装は『碧の軌跡』登場時のもの。
原作同様の腹ペコシスターかつ毒吐きであり、アドル同様ラッピィを食料として付け狙っている。

クルツ・ナルダン（空の軌跡）
声 - 金子英彦
単行本二巻のキャラ紹介は「無意識の達人」。
『空の軌跡』サブキャラクター。
原作でチームを組んでいたカルナ、グラッツともども、ダルクを迎える前からファルコム学園の教師職に従事している。仕事振りは真面目。
暇な時にはボート遊びに興じている模様。「理」の影響かは不明だが、船に乗るとその船はまともに航行できなくなる。
なお、ボート遊び関連は『空の軌跡SC』における「気絶した状態でボートで流されてくる」という公式非公式問わず笑いのネタにされる登場シーンが元ネタ。

グラッツ（空の軌跡）
声 - 近藤孝行
単行本二巻のキャラ紹介は「エア教師」。
『空の軌跡』サブキャラクター。
存在が空気のようで、名前を憶えているキャラの方が希少（雇い主のラッピィすら彼の存在を憶えていない）、新しい教師を迎えるたびに首を切られる話が持ち上がる、などかなりひどい扱いを受けている。
さらには酔ったカルナに「あんたは昔から要らない子だったでしょ」と言われて傷つくシーンも。
なお、名前を憶えられていない関連は『空の軌跡 The 3rd』の何度も会っている子供が名前を憶えていないシーンが元ネタ。

カルナ（空の軌跡）
声 - 大河内雅子
『空の軌跡』サブキャラクター。最初期から登場しているが、目立った活躍はない。
原作でもチームを組んでいるクルツ、グラッツと異なり彼女だけキャラ紹介が用意されていない。

アイシャ・サリ・エドナス（YsSEVEN）
声 - 三上枝織
単行本二巻のキャラ紹介は「貧乳その2」。
『イースVII』メインキャラクター。
原作でもそういったシーンはあったが、貧乳が悩み。他、原作ではあまり仲が良くなかったガッシュに度々ちょっかいを出す以外は原作とあまり変わらない。
ガイウスに書いてもらった肖像画はまな板（アニメ版では洗濯板）だった。

エルディール（Ys セルセタの樹海）
声 - 田中秀幸
『イース セルセタの樹海』の鍵を握るキャラクターにして敵。
原作では白い翼が善の人格で、黒い翼が悪の人格だったが、本作ではそれらの要素が逆転している（アニメ版では描写が多少マイルドになった）。
「太陽の神殿」で見つけた謎の薬を自分含め様々な人に飲ませた結果、対象の容姿や行動原理が子供になるという騒動を起こした。

モナ君（モナークモナーク）
声 - 三上枝織
学園食堂兼何でも屋のMONASHOP店長。かなりあこぎで腹黒なキャラ。

ファン（ロマンシア）
声 - 草尾毅
単行本二巻のキャラ紹介は「変態全裸王子B」。
ザナドゥに来た当初はネガティブかつ人間不信な性格で周囲を心配させていたが、オリビエに感化されて開放的になった。
度々彼とともに登場し、全裸ではしゃいでは逮捕されている。
オリビエとともに幼児化した際には「なにがさいこうって、はだかでもモザイクなしでおっけーなとこ！」と二人して衣服を脱ぎ捨ててはしゃぐが、幼児化の原因だった薬の効力が切れ、薬を飲ませたエルディールともども御用となった。

戦士（アニメではドラゴンスレイヤー）（ドラゴンスレイヤー）
声 - 金子英彦
原作の仕様につき、ドット絵。左利き。パワーリングやクロスといったアイテムを所持している。
パワーリング装備時は家屋やダームの塔を軽々と動かし、暴走車を真正面から受け止めたりできる。
基本的に真面目な性格だが、ノリが良かったり天然だったりもする。
アニメでは英雄たちのご先祖様との紹介が加わっている。

アリサ・ラインフォルト（閃の軌跡）
声 - 堀江由衣
『閃の軌跡』ヒロインの一人。
「理」の影響はほとんど受けていないようだが、原作よりは性格がおとなしめ。
時たま「アリサちゃん」と呼ばれる二頭身の存在に変貌する。
「アリサちゃん」は同作者の「アリサちゃんの閃の軌跡講座」という宣伝漫画にも出演しているが、自称「超ヒロイン」の暴走キャラと化している（例：リィンと再会した時、抱き着くと思わせて出番がなかったことへの不満を言いながらフロントスープレックスを喰らわせる等）。
アニメでは『SC』より登場。ふつう組。「アリサちゃん」はエンディングに毎回登場する。

リィン・シュバルツァー（閃の軌跡）
声 - 内山昂輝
『閃の軌跡』主人公。
『閃の軌跡』はシリーズ内だけで数年の時間が流れているが、本作における彼を始めとするVII組は全員『閃の軌跡I』の時間軸から来ている。
原作では（『閃の軌跡I』時点では）生い立ちが原因で「全力を出すことに恐怖する」キャラクターだったが、本作では「すべてに全力をかける男」と化しており、クラス分けのテストにすら命をかけて取り組む（ただし相手には手加減を求めることも）。
アニメでは『SC』第1話より登場。漫画版の設定に加え、落下とあれば全力で（女子の）胸に顔を埋める男となった。結果ロイドに現行犯逮捕される。やればできる組。

リーシャ・マオ（軌跡シリーズ）
声 - 佐藤利奈
単行本二巻のキャラ紹介は「揉まれ役」。
『零の軌跡 / 碧の軌跡』におけるパーティーメンバー。
劇団アルカンシェルの新人アーティストであり、伝説の凶手《銀（イン）》その人。《銀》であることは絶対の秘密なのだが、ラッピィが周囲に言いふらしてしまったためザナドゥではほとんどの人物が彼女の正体を知っている（事が露見した際にラッピィの頭を握りつぶした）。
《C》にファルコムジャーの一員《ファルコムシルバー》として勧誘された際には《C》にピンクならやってもいいと耳打ちし、参加を受諾した。
アニメでは『SC』第1話より登場。

イリア・プラティエ（零の軌跡 / 碧の軌跡）
声 - 浅川悠
単行本二巻のキャラ紹介は「おぱいソムリエ」。
『零の軌跡 / 碧の軌跡』サブキャラクター。原作との差異は変態度合いが上がった程度に留まっている。
劇団アルカンシェルのトップスターかつ、おっぱいソムリエ。
隙あらばリーシャの胸を揉みしだこうと狙っている。なお、自分が変態だという自覚はない。
落下してくるVII組の巨乳女子3人を一度に受け止めるべく、その場の思いつきで「分け身」（軌跡シリーズにおける一部のボス専用の技。実体を持つ分身）を発動した。
アニメでは『SC』第1話に登場。

エリオット・クレイグ（閃の軌跡）
声 - 白石涼子
『閃の軌跡』メインキャラクターの一人。
ふつう組。理の影響かシスコンの一面をのぞかせる（本人曰く「もっとキャラ崩壊したい」）。
ラウラ・S・アルゼイド（閃の軌跡）
声 - 橋本ちなみ→伊瀬茉莉也（SC10話より）
『閃の軌跡』ヒロインの一人。
ふつう組。他のキャラと違って性格、性質が全く崩壊していないと思われていたが、思考的な面で固い頭が緩くなっていた（アリサ曰く「地味すぎて気がつかなかった」）。
マキアス・レーグニッツ（閃の軌跡）
声 - 佐藤拓也
『閃の軌跡』メインキャラクターの一人。
エリート組。貴族を目の敵にしているのは原作と変わらないが、自分自身までもが金が絡む事柄に関してやりたい放題の「イヤな奴（ダルク談）」と化している。
エマ・ミルスティン（閃の軌跡）
声 - 早見沙織
『閃の軌跡』ヒロインの一人。
召喚当初は自覚がなかったが、「理」の影響で腐女子と化しており、原作では敬遠していたBLに目覚めている。パッと見はまともそうだがいつも妄想を巡らせており、周囲の会話で男性が二人絡む話題になると度々乱入してくる。エリート組。
なお、原作で彼女にBLを布教していたドロテ部長は彼女とは逆に「同性愛なんて不純よ」と言うヘテロ至上主義の常識人キャラになっている。
ユーシス・アルバレア（閃の軌跡）
声 - 立花慎之介
『閃の軌跡』メインキャラクターの一人。
原作同様貴族の責任を提唱しているが、他人の頼みを見境なく引き受けるようになってしまっており、現在周囲からはパシリ･便利屋扱いされている。エリート組。
フィー・クラウゼル（閃の軌跡）
声 - 金元寿子
『閃の軌跡』ヒロインの一人。
ティオ以上の面倒くさがりで、彼女からは「キャラを喰われてしまう」と警戒されている。やればできる組。
ガイウス・ウォーゼル（閃の軌跡）
声 - 細谷佳正
『閃の軌跡』メインキャラクターの一人。
ふつう組。モノの本質を捉えすぎてしまう。

サラ・バレスタイン（閃の軌跡）
『閃の軌跡』メインキャラクターの一人。
ファルコム学園の教員で、原作より真面目な印象が目立つ。
ただし結婚願望が強くなっており、それで危うい言葉や行動をしそうになる。
ミリアム・オライオン（閃の軌跡）
『閃の軌跡』メインキャラクターの一人。
所属クラスは不明。原作とほとんど変化はなし。ただし相棒のアガートラムは関西弁でしゃべれるようになっている。

アダリー（スタートレーダー）
声 - 高橋未奈美
宇宙船フェンリルの航行用コンピューター。エリート組に編入してくる。なおアドルは彼女の声だけ聞いて「美少女だ！」とときめくが、人工知能の姿だと知りショックを受けていた。
『SC』1話より登場。『SC』最終話で巨大ロボットに変形させられる（なお、原作では当該話に一切関わりがない）。
エリィ・マクダエル（零の軌跡 / 碧の軌跡）
声 - 遠藤綾
単行本二巻のキャラ紹介は「魔界料理人」。
『零の軌跡 / 碧の軌跡』メインキャラクター。
本作においては「人間の食べるモノじゃない」ものをおいしく調理できてしまう、ただのカツどんが失敗料理になるなど、料理の腕が錬金術レベルになってしまっている。性格の方はいたって常識的。
アニメには『SC』4話より登場。
『も～っと集まれ！ファルコム学園』では『閃の軌跡IV』の姿となっている。
ランディ・オルランド（零の軌跡 / 碧の軌跡）
声 - 三木眞一郎
単行本二巻のキャラ紹介は「どんどん薄くなる影」。
『零の軌跡 / 碧の軌跡』メインキャラクター。
他の支援課メンバーと違い、「理」の影響はオーブメントの属性縛りが火から水に反転したのみに留まっている。そのため、原作ではどちらかというと彼がツッコミされるキャラだったのに対し、本作では逆にツッコミする側のキャラに回っている。
紆余曲折あったのち、キーアから「チャラニキ」（チャラい兄貴だから）という渾名を拝命した。
アニメには『SC』4話より登場。
『も～っと集まれ！ファルコム学園』では『閃の軌跡III』の姿となっている。
ミュラー・ヴァンダール（空の軌跡）
声 - 磯部弘
『空の軌跡』サブキャラクター。
オリビエの幼馴染で彼の扱いに長けているはずなのだが、本作に置いてはオリビエの奇行が度が過ぎるほどに悪化したことに加え、ファン王子への突っ込みも受け持っているため気苦労が絶えない。現在ではまともなオリビエを想像するだけで体調を崩すほどになってしまっている。
ファルコムマン（ソーサリアン）
声 - 中井和哉
ザナドゥへの召喚早々、自分を含めた「正義の戦隊 ファルコムジャー」を結成しようとする。
《C》（閃の軌跡）
声 - 櫻井孝宏
『閃の軌跡』敵キャラクター。
召喚された際にファルコムマンの股間で目覚め、しかもその際素顔の（アニメでは股間で眠っている）写真を撮られてしまい、ほとんど脅迫される形でファルコムジャーに加入させられる。ファルコムジャーとしてカウントされているが、メンバーをスカウトするなどどちらかと言えばファルコムマンたちをサポートする立場にある。
ブルブラン（軌跡シリーズ）
声 - 三浦祥朗
『軌跡シリーズ』常連キャラクター。間接的なものも含めると軌跡シリーズ全作品に登場している唯一のキャラクター。
怪盗B名義でダームの塔を盗む旨の予告状を出すが、現地に赴くとダームの塔が消滅しており、特務支援課に通報したところで御用となった。
その後も「銀の短剣」を盗んだ嫌疑をかけられてすねたり、自宅と思しき場所が畳敷きにちゃぶ台（しかも胡坐をかいて座り頬杖をつく）だったり、《C》の誘いに乗って「美の戦士・《怪盗紳士》ファルコムホワイト」としてファルコムジャーに加入する等、原作の彼からは想像できない程にはっちゃけた姿を晒している。
ギャランドゥ（ZWEI2）
声 - 若本規夫
《C》の誘いに乗り「エクササイズの戦士・《覆面超人》ファルコムブルー」としてファルコムジャーに加入。
ポリン（ぐるみん）
声 - 日野まり
《C》の誘いに乗り「ガスの戦士・《ガスの仮面》ファルコムグリーン」としてファルコムジャーに加入。
アンゼリカ・ログナー（閃の軌跡）
声 - 進藤尚美
『閃の軌跡』サブキャラクター。
漫画、アニメともにファルコムジャーのメンバー集めの際にワンカットだけ登場。
アニメでは「ラッピィに声が似てる」と周囲から突っ込まれるも、お互いにこれを否定している（CVが同じというネタ）。
アレックス・ダドリー（零の軌跡 / 碧の軌跡）
声 - 中井和哉
『零の軌跡 / 碧の軌跡』パーティーメンバー。
クロスベル警察捜査一課所属の捜査官。ファルコムジャーの正体を暴いて言いふらすべく追い回すラッピィ（とティオ）の前に現れ、もう暗いから早く家に帰るよう促す。
アニメでは『SC』6話に登場。
ジュリオ（ガガーブトリロジー）
声 - 緒方恵美
ラッピィと同じ世界から召喚された青年。「理」の影響で原作では乱発していた寒いダジャレを全く言わなくなっている。ザナドゥへの召喚直後「銀の短剣」を紛失する。
なお「ガガーブトリロジー」シリーズの声優は、キングレコード・ファルコムレーベルから発売されたドラマCDがベースとなっている。
クリス（ガガーブトリロジー）
声 - 國府田マリ子
ジュリオの相方。「理」の影響で喋り方が乙女チックになっているが、性格は変わっていない。ジュリオへの思いは「子分以上、舎弟未満」とのこと。
グース（ガガーブトリロジー）
声 - 子安武人
泥棒。元の世界で狙っていた「銀の短剣」を偶然拾うが、声が似ていたためにミュラーにオリビエと間違えられ、叩きのめされる。人違いに遭ったことについて謝罪を要求するが謝ってはもらえなかった。
シャーラ（ガガーブトリロジー）
声 - 折笠愛
グースの相方。はぐれたグースを探す途中、グースだと思って声をかけた相手が全裸で踊るオリビエ（とファン）であり、彼らに追いかけられるがミュラーに助けられる。
ステラ（ガガーブトリロジー）
ブラッキィ（ぽっぷるメイル）
ゼムン（ドラゴンスレイヤーIV ドラスレファミリー）
声 - 兼久和伴
ウォーゼン家の父親で戦士。
メイア（ドラゴンスレイヤーIV ドラスレファミリー）
声 - 中友子
ウォーゼン家の母親で魔女。
リルル（ドラゴンスレイヤーIV ドラスレファミリー）
声 - 浜本しおり
ウォーゼン家の娘でエルフ。
「なんでも質問して」といったケビンに「両親が人間なのにどうして自分はエルフなのか」と純真な目で質問して答えを詰まらせた。
ポチ（ドラゴンスレイヤーIV ドラスレファミリー）
声 - 西原久美子
ウォーゼン家のペットで丸っこいモンスター。背中にチャックがある。
ロイアス（ドラゴンスレイヤーIV ドラスレファミリー）
声 - 杉田智和
ウォーゼン家の息子でレンジャー。「理」の影響で典型的な引きこもりと化している。
なお、引きこもっているためアニメでは声のみの登場である。
A久保Dすけ（漫画家）
アニメ『SC』第9話ゲスト出演。謎の紳士と紹介される本作の作者。ちょんまげにふんどし、他に何も着ていないというビジュアル。
ヨアヒム・ギュンダー（零の軌跡）
声 - 金子英彦
『零の軌跡』ラストボス。
保健室に常駐する養護教諭。担ぎ込まれる患者に執拗にグノーシスを服用させようとする。釣りに出かけて不在だったりするのは原作と変わらず。
レーヴェ（剣帝レオンハルト）（空の軌跡）
声 - 緑川光
単行本二巻のキャラ紹介は「メシで人を屠る男」。
本作では食べた人間が死にかけるほどの殺人メシを作るようになってしまっているが、性格や強さなどは特に変化ない。
なお、召喚されているのは原作で和解した後の彼の模様。
「理」に影響かは不明だが、周囲に「レーヴェ」や「剣帝」と呼ばれ続けた結果、本名である「レオンハルト」を彼自身が失念している。
アリアンロード（軌跡シリーズ）
声 - 久川綾
『碧の軌跡』で初めて本格登場した敵キャラクター。
体力不足で倒れてしまったダルクを厳しく鍛えるべく、指南役を要求する彼に根負けしたレーヴェによって「仲間を呼ぶ鈴」で呼び出された。
ジャージ姿でゲームに励むニートへと変貌してしまっているが強さは変わっておらず、校庭十周の課題に際してワープで不正をしたダルクに「聖技・グランドクロス」で制裁を加えようとした。
トヴァル・ランドナー（軌跡シリーズ）
声 - 杉田智和
『零の軌跡 プレストーリー』に登場した遊撃士。導力魔法運用の達人。
魔法の特別講義の先生として呼ばれたが「理」の影響で体が度を超して貧弱になっており、オーブメントを少しいじっただけで全身の骨を折ってしまった。
アイン・セルナート（軌跡シリーズ）
声 - 中友子
『零の軌跡 プレストーリー』にて登場したサブキャラクター。
元はガサツでサディストな性格なのだが「審判の指環」をつけることで一時的におしとやかになっていた。
ヨアヒムが釣りで不在だったために担ぎ込まれてきたトヴァルの治療を行った。
ティーナ姫（ドラゴンスレイヤー英雄伝説）
MONASHOPの商品兼店員。非売品で価格10000k。
レクター・アランドール（軌跡シリーズ）
声 - 森田成一
『空の軌跡 The 3rd』以降全ての軌跡シリーズに登場しているサブキャラクター。
原作ではつかみどころがなくお気楽で遊び人のような性格だったが、本作においてはザナドゥの侵略を目論むなど諜報員として割合真面目に活動している。
ギリアス・オズボーン（軌跡シリーズ）
声 - 中田譲治
『空の軌跡 The 3rd』以降ほぼ全ての軌跡シリーズに登場している敵キャラクター。
本作に置いては原作にて《C》に狙撃され倒れたものの復活したという触れ込みで登場したが、実際の所はロボットボディであった。
自発的な活動も可能なようだが、初登場時はほぼレクターに使われる道具状態であった。

ユウナ・クロフォード（閃の軌跡III）
『閃の軌跡III』メインキャラクターの一人。
彼女を含め新VII組は所属クラスは不明。特務支援課好きが度を増していて、夢は「立派な捜査官になって、ロイドに逮捕されて取り調べを受け、エリィのかつ丼でナニカシラコレ」をすると危うくなっている。また、キーアやティータ（空の軌跡）にアンゼリカのようにハグしたりもする。
上記の点以外の面は変化していない。
クルト・ヴァンダール（閃の軌跡III）
『閃の軌跡III』メインキャラクターの一人。
あまり変化はないが、怪しいと思ったらすぐに斬ろうとしたり、アッシュに対してやや毒舌な評価をするなどの面が出ている。
アルティナ・オライオン（閃の軌跡III）
『閃の軌跡III』メインキャラクターの一人。『閃の軌跡III』の姿で登場する。あまり変化はないが、口には出さないが原作よりミリアムを姉としての存在として見ている。また巨乳願望がやや強くなっている
アッシュ・カーバイド（閃の軌跡III）
『閃の軌跡III』メインキャラクターの一人。
時々一人称が『僕』になっていて、口調があまり変わらないが小物な不良となっている。
ミュゼ・イーグレット（閃の軌跡III）
『閃の軌跡III』メインキャラクターの一人。
不埒なことが大嫌いで不埒な人物を攻撃する人物となっている。ただし普通の言葉を不埒な言葉にとらえるなどわざとやっているのではないかという面も。

## 書籍情報
「ファルコムBOOKS」として全6巻（発行：フィールドワイ、発売：メディア・パル）。
1. 2012年7月23日発売 ISBN 978-4896102451
2. 2013年9月27日発売 ISBN 978-4896102864
3. 2014年10月24日発売 ISBN 978-4896108361
4. 2015年10月10日発売 ISBN 978-4802130134
5. 2016年10月15日発売 ISBN 978-4802130363
6. 2017年12月12日発売 ISBN 978-4802130837

## テレビアニメ
2014年1月から3月までTOKYO MX、サンテレビにて3分枠のショートアニメとして放送された。『英雄伝説 軌跡シリーズ』10周年記念作で、日本ファルコムのゲーム作品を原案・原作としたアニメでは初のテレビ放送となる。
アニメ内ではキャラクター設定は原典と著しく異なるため、本編のラストにゲームのイメージは捨てて新たな気持ちで視聴するよう断りを入れている。
2015年1月より3月まで第2期『みんな集まれ!ファルコム学園SC』が放映された。局は第1期と同じ。第2期では『閃の軌跡』の「トールズ士官学校特科クラスVII組」メンバーなど新規キャラクターが登場する。また、これに伴い、第1期のタイトルが『みんな集まれ!ファルコム学園FC』と改められた。
2015年8月開催のコミックマーケット88で日本ファルコムブースで配布された小冊子の紙上で第3期の製作が発表されたが、その後続報は発表されていない。

### スタッフ
- 原作 - 日本ファルコム、新久保だいすけ[注 8]（月刊FALCOM MAGAZINE連載中）
- 監督 - ぴっぷや
- プロデューサー - 平賀忠和、平田哲
- シリーズ構成・脚本 - 山下憲一
- キャラクターデザイン - 青葉みずき
- 音楽 - Falcom Sound Team jdk
- 音響監督 - 山本浩司（湘南アクトステージ）
- 製作 - ファルコム学園生徒会（キャラアニ、ダックスプロダクション）

### 主題曲
「Go Fight」
作曲 - Falcom Sound Team jdk
『スタートレーダー』のイントロ曲をアレンジしている。
第2期も同じ曲を使用しているが、アレンジが異なる。また各回ごとに「Go Fight!」とコールするキャラクターが入れ替わる。
挿入歌「琥珀の愛 〜ザナドゥver.〜」（第1期第2話）
歌 - 子安武人

### 各話リスト
| 第1期    | 第1期                             | 第1期      | 第1期                                    |
| 話数     | サブタイトル                      | 絵コンテ   | -                                        |
| -------- | --------------------------------- | ---------- | ---------------------------------------- |
| 1時限目  | ファルコム学園開校                | -          | -                                        |
| 2時限目  | ダルク・ファクト召喚              | -          | -                                        |
| 3時限目  | ダルク先生誕生                    | -          | -                                        |
| 4時限目  | ダルク先生の初授業                | -          | -                                        |
| 5時限目  | 恐怖の抜き打ちテスト!?            | 望月智充   | -                                        |
| 6時限目  | ダルクとティオが放送室で?         | -          | -                                        |
| 7時限目  | ダームの塔を攻略せよ!             | 望月智充   | -                                        |
| 8時限目  | アドル!アドル!アドル!             | -          | -                                        |
| 9時限目  | ザナドゥのピッカード焼き          | -          | -                                        |
| 10時限目 | ファルコム学園食堂開店!           | 朝倉カイト | -                                        |
| 11時限目 | 新任教師登場!                     | 朝倉カイト | -                                        |
| 12時限目 | みんな集まれ!ファルコム幼稚園     | 望月智充   | -                                        |
| 13時限目 | 伝説の男登場!                     | 望月智充   | -                                        |
| 第2期    |                                   |            |                                          |
| 話数     | サブタイトル                      | 絵コンテ   | OPのコールキャラ                         |
| 1時限目  | ファルコム学園の新学期!!          | -          | アドル、ダルク、ラッピィ                 |
| 2時限目  | VII組メンバー登場!!               | -          | エステル、ヨシュア、オリビエ             |
| 3時限目  | 選考の行方!!                      | -          | マキアス、ユーシス、ガイウス             |
| 4時限目  | 宇宙からの転校生!!                | -          | ティオ、エリィ、アリサ                   |
| 5時限目  | 正義の戦隊ファルコムジャー 前編!! | 福山新市   | ファルコムマン、ブルブラン、ギャランドゥ |
| 6時限目  | 正義の戦隊ファルコムジャー 後編!! | 福山新市   | ロイド、ランディ、リーシャ               |
| 7時限目  | ザナドゥ巡礼の旅!!                | -          | 北米アドル、ジュリオ、クリス             |
| 8時限目  | 失われた銀の短剣!!                | -          | ミュラー、グース、シャーラ               |
| 9時限目  | ご存知、ウォーゼン一家!!          | -          | ドラゴンスレイヤー、メイア、リルル       |
| 10時限目 | それゆけ!ドトーのトレーニング!!   | -          | リィン、レーヴェ、アリアンロード         |
| 11時限目 | トビーとカーネリア!!              | -          | トヴァル、セルナート、モナ君             |
| 12時限目 | ファルコムジャー フォーエバー!!   | -          | レクター、ギリアス、《C》                |
| 13時限目 | エステルとヨシュアが放送室で!?    | -          | A久保Dすけ、エステル、ヨシュア           |

### 放送局
| 放送地域 | 放送局             | 放送期間                | 放送日時           | 放送系列   | 備考                            |
| 第1期    | 第1期              | 第1期                   | 第1期              | 第1期      | 第1期                           |
| -------- | ------------------ | ----------------------- | ------------------ | ---------- | ------------------------------- |
| 東京都   | TOKYO MX           | 2014年1月5日 - 3月30日  | 日曜 22:27 - 22:30 | 独立局     |                                 |
| 兵庫県   | サンテレビ         | 2014年1月5日 - 3月30日  | 日曜 22:27 - 22:30 | 独立局     | EPG上では日曜 22:25 - 22:30     |
| 日本全域 | ニコニコチャンネル | 2014年1月12日 - 3月30日 | 日曜 22:30 更新    | ネット配信 | 1月12日は第1話と第2話を同時配信 |
| 日本全域 | AT-X               | 2014年1月19日 - 4月13日 | 日曜 20:25 - 20:30 | CS放送     | リピート放送あり                |
| 第2期    |                    |                         |                    |            |                                 |
| 東京都   | TOKYO MX           | 2015年1月4日 - 3月29日  | 日曜 22:27 - 22:30 | 独立局     |                                 |
| 兵庫県   | サンテレビ         | 2015年1月4日 - 3月29日  | 日曜 22:27 - 22:30 | 独立局     | EPG上では日曜 22:25 - 22:30     |
| 日本全域 | AT-X               | 2015年1月5日 - 3月30日  | 月曜 22:55 - 23:00 | CS放送     | リピート放送あり                |
| 日本全域 | ニコニコチャンネル | 2015年1月11日 - 4月5日  | 日曜 22:30 更新    | ネット配信 |                                 |

### DVD
PlayStation Vita用ソフト『英雄伝説 空の軌跡 FC Evolution』（2015年6月11日発売）の限定版、キャラアニ版の特典として、第1期（みんな集まれ!ファルコム学園FC）のDVDが付属。また同『英雄伝説 空の軌跡 SC Evolution』（2015年12月10日発売）の限定版、キャラアニ版の特典として第2期（SC）のDVDが付属。さらにこの両作品がセットになった「TWINパック」（同日発売）ではFC・SCのDVDがセットで付属する。